# 何香凝美术馆

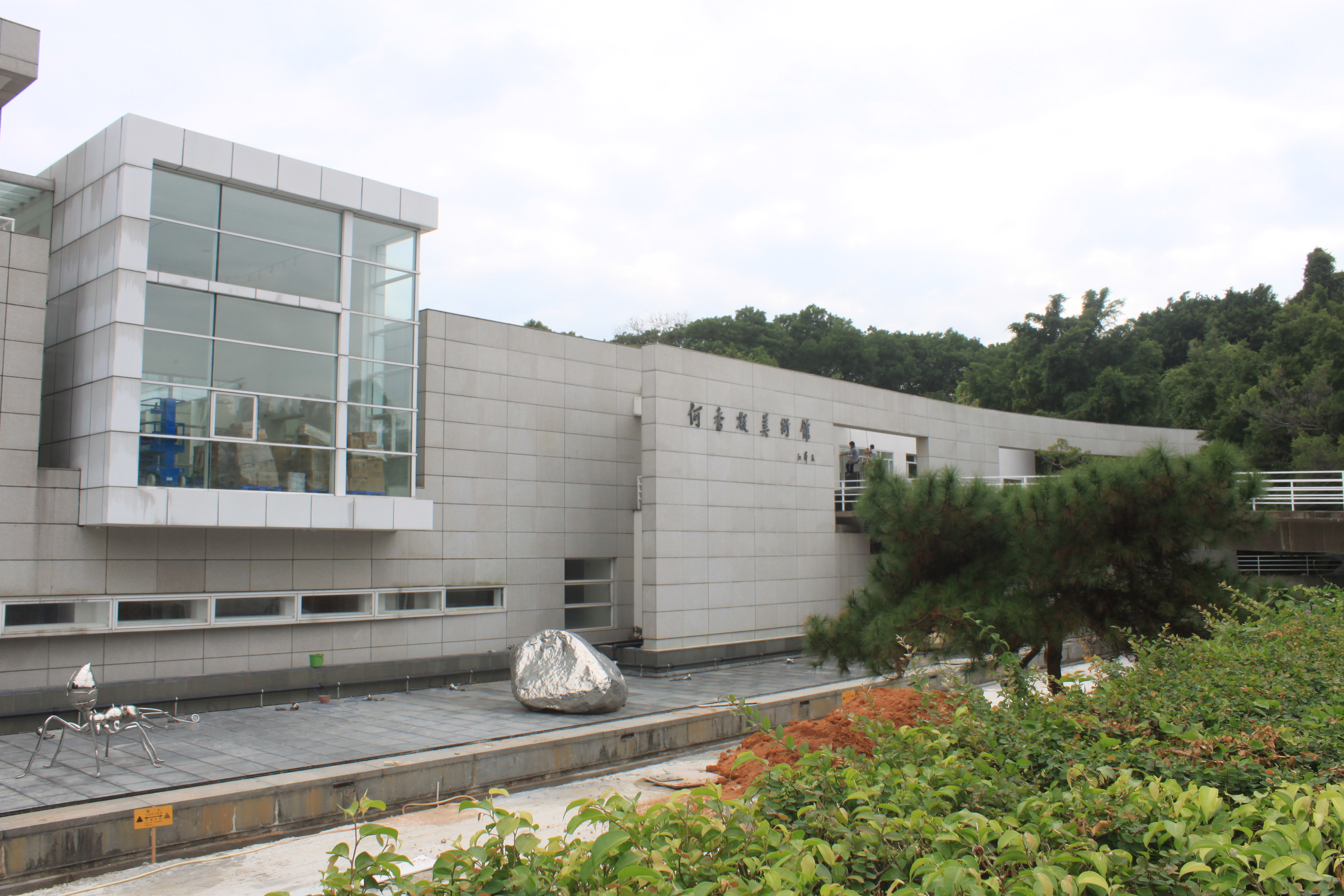
何香凝美术馆

何香凝美术馆位于中国广东省深圳市南山區華僑城內，建築面積5,000平方米。

## 历史
1995年5月13日，由中華人民共和國中央人民政府批准興建，1996年3月1日動工，1997年4月18日正式開幕。美術館主要收藏、陳列及研究何香凝的書畫作品。

## 周邊建築
- 康佳集團大廈
- 漢唐大廈
- 華僑城酒店
- 華夏藝術中心
- 華僑城大酒店
- 錦繡中華
- 世界之窗
- 歡樂谷

## 外部連結
- 何香凝美术馆（页面存档备份，存于）
- 何香凝美术馆介紹（页面存档备份，存于）